# 젠더학
젠더학(gender studies) 또는 젠더 연구는 사회적 성과 성 정체성을 연구하는 학제간 연구분야이다. 이 학문에는 여성학과 남성학, 퀴어학이 포함된다.
이 학제 연구는 문학, 언어, 지리, 역사, 정치학, 사회학, 영화, 인간 발달, 법, 의학에서 젠더와 섹슈얼리티에 대해 연구한다. 또 인종, 민족, 위치, 사회 계급, 국적, 장애가 젠더와 섹슈얼리티에 어떤 영향을 미치는지도 분석한다.
시몬 드 보부아르는 '"한 사람은 여성으로 태어나는 것이 아니라 여성이 되는 것이다."이라고 말했다. 이 관점은 젠더학에서 젠더는 사회에 의해 구성되며, 생물학적인 성별에 의해서만 결정되지 않는다고 제안한다.

## 종류
- 여성학
- 남성학
- 퀴어학

## 같이 보기
- 젠더 수행성